# Сучилов, Семён Андреевич
Семён Андреевич Сучилов (26 октября 1992, Кировский, Исетский район, Тюменская область) — российский биатлонист, победитель и призёр Кубка IBU, неоднократный чемпион и призёр чемпионата России. Мастер спорта России международного класса (2016).

## Биография
Начал заниматься лыжными гонками в п. Винзили Тюменской области у тренера Веры Леонидовны Копниной. С 2008 года занимался биатлоном в Тюмени, а с 2013 года — в Ханты-Мансийске под руководством Валерия Павловича Захарова и Сергея Александровича Алтухова.
В юниорском возрасте не участвовал в международных соревнованиях высокого уровня. На уровне первенства России становился победителем (2012, суперспринт) и призёром (эстафета, 2011).
На чемпионате России 2014 года стал серебряным призёром в гонке патрулей. На следующий год выиграл чемпионский титул в суперспринте и в эстафете и стал вторым в гонке патрулей. В 2016 году стал чемпионом в эстафете и бронзовым призёром в индивидуальной гонке. На чемпионате России по биатлону 2017 — серебряный призёр в гонке преследования. Чемпион России по летнему биатлону 2016 года в эстафете.
На Кубке IBU участвует начиная с сезона 2015/16. В дебютной спринтерской гонке в Идре занял 32-е место и набрал свои первые очки в зачёт турнира. Лучший результат на уровне Кубка IBU в личных видах — первое место в спринте на 5-м этапе в Брезно/Осрбли (Словакия) сезон 2019/20. Трижды становился победителем этапов Кубка IBU в смешанных эстафетах.
Участвовал в чемпионате Европы 2016 года в Тюмени.
Окончил Тюменский государственный университет, институт физической культуры по направлению 49.03.01 Физическая культура (бакалавриат). С 2020 года - магистрант того же вуза.
29 декабря 2018 года выиграл индивидуальную гонку на «Ижевской винтовке» и впервые попал в состав сборной России на этапы Кубка мира 2018/2019.
Дебютировал в Кубке Мира в спринтерской гонке в Оберхофе 11 января 2019.
После сезона 2022/23 завершил карьеру.

## Статистика выступлений в Кубке мира

### Результаты выступлений
| \| 2018/2019 Итоги \| 2018/2019 Итоги \| Поклюка \| Поклюка \| Поклюка \| Поклюка \| Поклюка \| Хохфильцен \| Хохфильцен \| Хохфильцен \| Нове-Место \| Нове-Место \| Нове-Место \| Оберхоф \| Оберхоф \| Оберхоф \| Рупольдинг \| Рупольдинг \| Рупольдинг \| Антхольц \| Антхольц \| Антхольц \| Канмор \| Канмор \| Солт-Лейк-Сити \| Солт-Лейк-Сити \| Солт-Лейк-Сити \| Солт-Лейк-Сити \| ЧМ Эстерсунд \| ЧМ Эстерсунд \| ЧМ Эстерсунд \| ЧМ Эстерсунд \| ЧМ Эстерсунд \| ЧМ Эстерсунд \| ЧМ Эстерсунд \| Холменколлен \| Холменколлен \| Холменколлен \| \| Очков \| Место \| Сусм \| См \| Инд \| Спр \| Пр \| Спр \| Пр \| Эст \| Спр \| Пр \| МС \| Спр \| Пр \| Эст \| Спр \| Эст \| МС \| Спр \| Пр \| МС \| Инд \| Эст \| Спр \| Пр \| Сусм \| См \| См \| Спр \| Пр \| Инд \| Сусм \| МС \| Эст \| Спр \| Пр \| МС \| \| 0 \| 0 \| — \| — \| — \| — \| — \| — \| — \| — \| — \| — \| — \| 95 \| — \| — \| 97 \| — \| — \| — \| — \| — \| — \| — \| — \| — \| — \| — \| — \| — \| — \| — \| — \| — \| — \| — \| — \| — \| |                 |         |         |         |         |         |            |            |            |            |            |            |         |         |         |            |            |            |          |          |          |        |        |                |                |                |                |              |              |              |              |              |              |              |              |              |              |
| В таблице отражены места, занятые спортсменом на гонках биатлонного сезона. Инд — индивидуальная гонка Пр — гонка преследования Спр — спринт МС — масс-старт Эст — эстафета См — смешанная эстафета СуСм — супермикст DNS — спортсмен был заявлен, но не стартовал DNF — спортсмен стартовал, но не финишировал LAP — спортсмен по ходу гонки (для гонок преследования и масс-стартов) отстал от лидера более чем на круг и был снят с трассы DSQ — спортсмен дисквалифицирован — − спортсмен не участвовал в этой гонке |                 |         |         |         |         |         |            |            |            |            |            |            |         |         |         |            |            |            |          |          |          |        |        |                |                |                |                |              |              |              |              |              |              |              |              |              |              |
| 2018/2019 Итоги | 2018/2019 Итоги | Поклюка | Поклюка | Поклюка | Поклюка | Поклюка | Хохфильцен | Хохфильцен | Хохфильцен | Нове-Место | Нове-Место | Нове-Место | Оберхоф | Оберхоф | Оберхоф | Рупольдинг | Рупольдинг | Рупольдинг | Антхольц | Антхольц | Антхольц | Канмор | Канмор | Солт-Лейк-Сити | Солт-Лейк-Сити | Солт-Лейк-Сити | Солт-Лейк-Сити | ЧМ Эстерсунд | ЧМ Эстерсунд | ЧМ Эстерсунд | ЧМ Эстерсунд | ЧМ Эстерсунд | ЧМ Эстерсунд | ЧМ Эстерсунд | Холменколлен | Холменколлен | Холменколлен |
| Очков | Место           | Сусм    | См      | Инд     | Спр     | Пр      | Спр        | Пр         | Эст        | Спр        | Пр         | МС         | Спр     | Пр      | Эст     | Спр        | Эст        | МС         | Спр      | Пр       | МС       | Инд    | Эст    | Спр            | Пр             | Сусм           | См             | См           | Спр          | Пр           | Инд          | Сусм         | МС           | Эст          | Спр          | Пр           | МС           |
| 0 | 0               | —       | —       | —       | —       | —       | —          | —          | —          | —          | —          | —          | 95      | —       | —       | 97         | —          | —          | —        | —        | —        | —      | —      | —              | —              | —              | —              | —            | —            | —            | —            | —            | —            | —            | —            | —            | —            |